# Villemontry
Villemontry is een plaats en voormalige gemeente in het Franse departement Ardennes in de regio Grand Est en telde 91 inwoners in 1962.

## Geschiedenis
In de Frans-Duitse Oorlog verzette tijdens de Slag bij Beaumont in augustus 1870 het 88ste infanterieregiment zich langdurig tegen het Pruisische leger op de hoogten van Villemontry en bij de Ferme de Givaudeau om de terugtocht van de Franse troepen te beschermen. 
Op 1 maart 1965 werd het de gemeente opgeheven en opgenomen in de gemeente Mouzon.
Amblimont · Mouzon · Villemontry